# Johannes Andreœ Köhler
Johannes Andreæ Köhler, född 1641 i Lübeck, död 11 oktober 1712 i Norrköping, var en svensk präst.

## Biografi
Köhler föddes 1641 i Lübeck. Han var son till en borgare i staden. Köhler blev 1668 student vid Justus-Liebig-Universität Gießen och 1668 magister. Hans blev 28 januari 1670 inskriven vid Uppsala universitet. Han kallades då Cölerus. Köhler blev 24 juni 1668 rektor vid Tyska skolan i Stockholm. Han utnämndes 26 juli 1670 till kyrkoherde i Tyska församlingen i Norrköping och tillträdde tjänsten 1671. Han prästvigdes 25 februari 1671 i Strängnäs domkyrka. Köhler avled 11 oktober 1712 i Norrköping och begravdes 24 oktober samma år.
Köhler var preses vid 1691 års prästmöte.

### Familj
Köhler gifte sig 1668 med Hedvig Fult. Hon var dotter till körsnären Conrad Fult och Anna Schultze i Stockholm. De fick tillsammans barnen Cort (1671-1701), Johannes Elai (1672-1674), Andreas (född 1673), Anna Elisabeth (1674-1675), Elias (född 1679), Caspar (född 1681) och Carl (född 1683).